# Ludovic de Birague
Pour les articles homonymes, voir Birague.
Lodovico (ou Luigi) da Birago, seigneur d'Ottobiano, connu sous son nom francisé de Ludovic (ou Louis) de Birague, né à Milan en 1509 et mort à Saluces en 1572, est un militaire italien, naturalisé français en 1564.

## Biographie
Fils de César de Birague (Cesare da Birago), Ludovic est issu d'une grande famille milanaise acquise aux rois de France. Il est le frère aîné de Charles de Birague et le cousin de René de Birague.
Après avoir fait ses premières armes sous le commandement de Jean des Bandes Noires (mort en 1526), il devint lieutenant-colonel au service de son beau-frère, Marc-Antoine de Cusan (Marc'Antonio Cusano), au sein des troupes qui occupaient le Piémont pour le compte du roi de France François Ier. Cusano ayant été tué par un coup d'arquebuse lors d'un engagement contre les impériaux dirigés par Scalengo (1536), Ludovic le remplaça et défit Scalengo, auquel il prit onze enseignes (sur quinze) qu'il offrit au roi. Le souverain le récompensa en le nommant colonel.
Par la suite, il continua à servir la France en passant sous les ordres du maréchal de Brissac. Ce dernier tenait Ludovic en haute estime et avait souvent recours à ses conseils. Colonel-général de l'infanterie italienne depuis novembre 1554, Ludovic participa, aux côtés de François Gouffier, à la défense de Santhià, alors assiégée par le duc d'Albe (1555). En septembre de la même année, Henri II le nomma chevalier de l'ordre de Saint-Michel. En novembre, Ludovic réprima avec fermeté une tentative de révolte des bandes italiennes contre le paiement arriéré de leur solde.
En octobre 1556, Ludovic de Birague fut placé à la tête d'un corps d'armée de plus de douze-mille hommes (soldats français et suisses et milices du Piémont) et reprit aux impériaux la place de Gattinara. Après cette victoire, il prit également Vignale[Où ?].
Déjà gouverneur de Chivasso depuis 1547, il fut nommé gouverneur de Santhià en 1557 puis du marquisat de Saluces le 20 août 1559. Par brevet du 8 septembre 1558, il reçut la charge de maréchal de camp-général au-delà des monts, qu'il conserva jusqu'aux traités du Cateau-Cambrésis (avril 1559).
En juillet 1562 ou janvier 1563, il fut nommé lieutenant-général au gouvernement de Piémont, poste qu'il conserva jusqu'à sa mort, en 1572.
Resté célibataire, Ludovic de Birague aurait eu un fils naturel, Charles (vers 1540-1587), dit le capitaine Sacremore, qui fut un proche des Guise et, plus particulièrement, de Charles de Mayenne. Selon certaines sources, Sacremore aurait été le neveu et non le fils de Ludovic.